# Ahmed Hossam
Ahmed Hossam Hussein Abdelhamid (àrab: احمد حسام حسين عبد الحميد, Aḥmad Ḥusām Ḥusayn ʿAbd al-Ḥamīd), més conegut com a Mido (el Caire, Egipte, 23 de febrer de 1983) és un exfutbolista egipci. Jugava de davanter.
Mido va començar la seva carrera amb El Zamalek a Egipte el 1999. Va deixar a l'equip pel K.A.A. Gent de Bèlgica en 2000, on va guanyar el Botí d'Or Belga. Això va provocar l'interès i la seua immediata transferència als Països Baixos, amb l'Ajax d'Amsterdam el 2001, des d'on va ser transferit al Celta de Vigo en préstec durant els primers sis mesos de 2003. La seva següent destinació va ser l'Olympique de Marsella a França, passant per l'AS Roma en 2004. Després es va unir al Tottenham Hotspur FC en 2005 prestat i finalment adquirit en 2006 per l'equip londinenc. Va deixar a aquest club per a unir-se al Middlesbrough en 2007, on va sortir per a unir-se al Wigan Athletic a principis de 2009, guanyant-se una fama total com rodamón. Mido és internacional absolut amb Egipte. Duu 48 aparicions i ha marcat 19 gols. Des de sempre, el seu treball amb Egipte ha estat marcat per la controvèrsia, sent exclòs de l'equip en algunes ocasions.

## Carrera

### El Zamalek i el K.A.A. Gent
Mido va iniciar la seva carrera amb el club El Zamalek egipci el 1999. Va marcar 3 gols en 4 aparicions per al Zamalek, cridant l'atenció del K.A.A. Gent de Bèlgica, amb qui va signar en 2000. Amb l'equip belga va guanyar el Botí d'Or de la lliga en 2001 en la seva única temporada amb l'equip.

### Ajax i Celta de Vigo
Mido va ser transferit a l'Eredivisie en 2001. Va sofrir una commoció cerebral durant un partit per la Copa UEFA, després de xocar contra un defensor i caure a terra. Va fer el seu retorn a l'equip enfront del Heerenveen, en la derrota de l'Ajax de 5-1. Va ser expulsat durant un partit enfront del Twente, després de patejar a un oponent que tractava de robar-li la pilota, pel que va ser suspès tres partits. Després de no ser convocat per al clàssic enfront del Feyenoord el març de 2002, va tenir una discussió amb el seu tècnic, Ronald Koeman, provocant l'enuig de l'atacant i anant-se'n a prendre unes petites vacances al Caire.
Mido va acabar el 2001-02 amb el Doblet de Copa i Lliga Holandesa i marcant un gol en la victòría enfront del FC Utrecht guanyant la Copa Amstel. Va jugar tan sols 32 minuts, al·legant que se sentia cansat i lleugerament lesionat, però Ronald Koeman va dir que Mido no estava donant tot el seu potencial. El futbolista va revelar, el setembre de 2002, que volia anar-se'n del club d'Amsterdam. Va demanar disculpes per les seves paraules poc després i va declarar que no volia anar-se'n del club, però la dolenta relació amb Koeman va fer que el relegaran de l'equip, al·legant raons disciplinàries. La seva precària situació amb el club va cridar l'atenció de clubs de la Sèrie A com Juventus de Torí i la S. S. Lazio, després es va saber que havia llançat un parell de tisores al seu company Zlatan Ibrahimovic, amb la qual cosa la seva sortida va esdevenir un fet.
El març de 2003 el Celta de Vigo va realitzar una oferta de préstec per a adquirir els serveis del davanter africà, però aquesta no va ser aprovada per la FIFA, encara que poc després, l'organisme es va retractar i va permetre la transferència, acabant el traspàs el 18 de març de 2003. Ha estat el primer jugador d'Egipte en militar a la primera divisió espanyola. Mido va marcar un gol en la seva presentació amb el club gallec enfrontant a l'Athletic de Bilbao. L'Ajax va taxar el davanter en un preu entre 5 i 6 milions d'Euros, donat l'interès de clubs italians i espanyols. El conjunt neerlandès li va oferir tornar al club, però Mido va rebutjar l'oferta per a quedar-se amb el club gallec.
El Celta no podia finançar-se el possible fitxatge de l'atacant, de manera que l'Olympique de Marsella, va presentar una bona oferta pel davanter.

### Olympique de Marsella
L'Ajax va acceptar els 12 milions d'Euros del Marsella per Mido al juliol 12 de 2003. Va fer el seu debut amb la samarreta del Marsella contra el Dínamo de Bucarest en un partit de pretemporada, on va ser substituït per lesió. Posteriorment va realitzar el seu debut com golejador enfront del PAOK grec en altre encontre de pretemporada, on va fer dos gols i posà dues assistències. Va jugar el seu primer partit oficial el 2 d'agost de 2003 enfront del Guingamp, guanyant-se els elogis de Jean-Pierre Papin. El davanter va sofrir una lesió el març de 2004, cosa que va provocar la seva sortida del Marsella en finalitzar la campanya de 2003-04.
Un club anglès i alguns espanyols estaven interessats en els serveis de l'egipci, qui era minimitzat en el club per l'ivorià Didier Drogba. Finalment va ser la Roma qui va aconseguir els serveis del davanter, qui es trobava lesionat per la resta del torneig.

### A.S. Roma
Mido va signar amb la Roma l'últim dia de transferències de l'any 2004, per uns 6 milions d'Euros. Es va perdre els tres primers partits i en el seu debut enfront del Messina el setembre de 2004, va perdre pel marcador de 4-3. Es va parlar sobre un traspàs al València CF en canvi de Bernardo Corradi. També se li va lligar amb el Manchester City FC de la Premier League anglesa. El seu agent va confirmar l'interès de Mido per sortir del club i el Tottemham Hotspur va manifestar el seu interès per l'atacant.

### Tottenham Hotspur
Mido va signar pel Tottenham Hotspur FC en un contracte a préstec d'any i mig el gener de 2005. Va marcar dos gols en el seu debut enfront del Portsmouth el febrer de 2005. Va marcar tres gols en 11 aparicions durant la temporada 2004-05.
Va acabar la campanya 2005-06 amb 11 gols en 27 aparicions, sent el segon màxim golejador del club de Londres, però es mantenia oberta la possibilitat de tornar a Roma. L'agost de 2006, Mido va acabar renovant el seu contracte amb el club. A causa de la seva baixa productivitat, de nou es va parlar d'una sortida del club de Londres, per a militar al Manchester City FC.
Mido va marcar l'últim dels seus cinc gols en 23 presentacions amb el Tottenham enfront de l'Arsenal FC, el gener de 2007. En finalitzar la temporada 2006-07 va admetre que va ser un error renovar el seu contracte amb el Tottenham.

### Middlesbrough
Birmingham City FC i Sunderland FC van fer una oferta de 6 milions d'Euros per Mido, però va ser el Middlesbrough FC, qui va fer una oferta similar a la dels altres dos equips, fitxant-lo en un contracte per quatre anys. Va marcar en el seu debut enfront del Fulham FC i en el seu debut a casa enfront del Newcastle United.

### Wigan Ahletic
El gener de 2009, el Wigan Athletic va anunciar la incorporació del davanter, en un préstec de sis mesos. Com de costum, va marcar en el seu debut enfront del Liverpool, de penal, en l'empat a un gol el 28 de gener. Mido va acabar aquesta etapa amb més pena que glòria i va tornar al Middlesbrough, qui el va cedir a El Zamalek, el seu club d'origen, per tot l'any després de ser relegat a la Coca-cola Championship.

### West Hamm
El Midlesbrough va cedir Mido al West Hamm, ja que aquest volia jugar a la Premiere League i no a la Coca-cola Championship.

## Internacional
Ha estat internacional amb Egipte 48 vegades i ha marcat 19 gols. Va marcar en el seu debut com internacional contra la Unió dels Emirats Àrabs, en la victòria egípcia de 2-1.
El maig de 2004, va enviar un fax a les oficines de l'Associació Egípcia per a dir que no estava en condicions, tant físiques com psicològiques de representar a la seva pàtria; Mido era part de la selecció egípcia per a la Copa Africana de Nacions en 2004. Marco Tardelli, seleccionador d'Egipte, el va excloure de la selecció el setembre de 2004, ja que es va dir lesionat i 24 hores després, estava jugant un amistós per a la Roma. Un dia després, va dir que era mentida que no hagués volgut representar al seu país. L'Associació Egípcia de Futbol va dir que era probable que no tornés a jugar amb Egipte.
Després de la destitució de Tardelli com a tècnic de la selecció Egípcia, l'Associació va dir estar d'acord amb oblidar els errors passats del jugador i permetre-li representar a la selecció. Mido va volar al Caire el febrer de 2005, va realitzar una disculpa pública i un mes després tornava a representar al seu país. Va ser deixat fora del partit de semifinals de la Copa Africana de Nacions en 2006 contra el Senegal, conseqüència d'una discussió amb el tècnic, Hassan Shehata, per reclamar en ser substituït. Un dia després del partit, va arribar la reconciliació amb el tècnic, però mantenia la suspensió de sis mesos per a no jugar amb Egipte. Deixant de costat la seva sanció, va ser cridat per a la Copa Africana de Nacions 2008.

## Títols
- Bota d'Ében: 2001
- Millor jugador jove africà: 2002
- Lliga holandesa: 01/02
- Copa holandesa: 2002
- Supercopa d'Holanda: 2002
- Copa d'Àfrica: 2006